# Chrysosyrphus
Chrysosyrphus là một chi ruồi trong họ Syrphidae.